# Marawara (huyện)
Marawara là một huyện thuộc tỉnh Konar, Afghanistan. Dân số thời điểm năm 1999 là 16,941 người.